# Komplementära transistorer
Komplementära transistorer är exempelvis en bipolär transistor som bara finns av typerna NPN och PNP. I fallet JFET-transistorer eller MOS-transistorer är N-kanals respektive P-kanals typerna komplementära. Ofta nyttjas detta i sluteget hos exempelvis operationsförstärkare som drivs med både positiv och negativ spänning. Man behöver således dom olika typerna beroende på åt vilket håll man vill att strömmen ska gå. 

## Kuriosa
I begynnelsen fanns inte komplementära elektronrör. Då fick man förlita sig på två eller flera par rör i push-pull runt en speciell transformator kallad utgångstransformator.